# LXXXV Korpus Armijny (III Rzesza)
LXXXV Korpus Armijny (niem. LXXXV. Armeekorps) – jeden z niemieckich korpusów armijnych, walczył głównie przeciw wojskom aliantów zachodnich.  
Utworzony w październiku 1943 roku w okupowanej Francji pod nazwą Korpus Kniess. W dniu 10 lipca 1944 roku przemianowany został na LXXXV Korpus Armijny. W składzie 7 Armii brał udział w ofensywie w Ardenach. Po walkach z wojskami zachodnich aliantów, 5 maja 1945 roku do niewoli dostał się sztab LXXXV KA a później kolejne oddziały oddały się do niewoli w rejonie Passau.

## Dowódcy korpusu
- gen.  Baptist Kniess (do 15.11.1944)
- gen. Friedrich-August Schack (15.11.1944 - 16.12.1944)
- gen. Baptist Kniess (16.12.1944 - 28.03.1945)
- gen. Smilo Freiherr von Lüttwitz (29.03.1945 - 5.05.1945)

## Struktura organizacyjna
Skład w grudniu 1944 roku (w czasie ofensywy w Ardenach)
- 352 Dywizja Grenadierów Ludowych
- 5 Dywizja Spadochronowa